# 布里斯托尔路循道会教堂
布里斯托尔路循道会教堂（Bristol Road Methodist Church）是英格兰城市布赖顿东部肯普敦（Kemptown）地区的一座原循道宗礼拜场所。它建于1873年，采用意大利罗马复兴式设计，曾使用过一个多世纪，直到 1989 年关闭，之后成为录音室，属于附近的独立学校布萊頓公學（Brighton College）。鉴于其建筑重要性，该建筑已列入二级登錄建築名单。

## 历史
布莱顿的第一座循道宗教堂多塞特花园循道会教堂（Dorset Gardens Methodist Church）创建于1808年，位于圣詹姆斯街附近的多塞特花园。布里斯托尔路是老城和英皇阁（Royal Pavilion）以东新近开发的一条道路。 到1870年代，住房已经向东蔓延很远，从托马斯·里德·肯普（Thomas Read Kemp）的高档社区肯普镇（Kemp Town），到较早开发的圣詹姆斯街之间，已被高密度住宅填满。该地区被称为肯普敦（Kemptown）（原文如此）。1872年，循道会牧师马丁提议建造一座新教堂服务该地区。建筑师托马斯·莱森（Thomas Lainson）受委托制定设计方案。他还设计过霍夫的几座建筑（包括公理会教堂）和布赖顿的中街猶太會堂， 他于1872年3月1日提交了设计方案。 建筑商约翰·菲尔德负责建造，到1873年完成。 钟楼底部的一块石碑（现在部分无法辨认）标明日期为1873年10月7日，三个名字：莱森、菲尔德和马丁牧师，并刻有铭文 “到如今耶和华都帮助我们”（hitherto hath the Lord help us）。
在20 世纪初，这座教堂是这一地区的六座循道宗教堂之一。另外几座是多塞特花园循道会教堂（也在肯普敦）、霍夫循道会教堂（Hove Methodist Church），还有三座分别在赫斯特皮尔波因特（Hurstpierpoint）、波特斯莱德（Portslade）和南威克（Southwick）。
1987年，宣布了关闭提案。 1989年，堂会搬出，与附近的圣公会教堂圣母玛利亚堂（St Mary the Virgin）合用教堂。 此后，该建筑被出售并改建为录音室。 现在归布莱顿学院所有。
1999年8月26日，该建筑列入二级登錄建築名单。它是布赖顿-霍夫的1218座.登錄建築之一。

## 建筑
托马斯·莱森在他的设计中采用了意大利罗马复兴式建筑风格。这座建筑用棕色和红色的砖砌筑，用石头和浅色砖装饰。 在东南角有一座钟楼，分三层，有一个小小的铅制尖顶。屋顶主要区域用板岩铺设，小部分使用木骨架。  南立面西南角也有角楼，介于角楼和钟楼之间是入口门廊，有三道拱门，中间由花岗岩柱隔开，上面有三扇圆拱形窗户。立面最后完成的是玫瑰窗。在钟楼东侧另有一个小的入口。 内部布局为三中殿式。